# 彰化縣彰化市東芳國民小學
彰化縣彰化市東芳國民小學，簡稱東芳國小，是臺灣彰化縣彰化市的一所國民小學，創校於1947年。學區包含彰化市東芳里、南安里、莿桐里，而曾是該校學區的南美里6-9鄰，於2004年被劃分至當時設立的信義國民中小學。

## 沿革

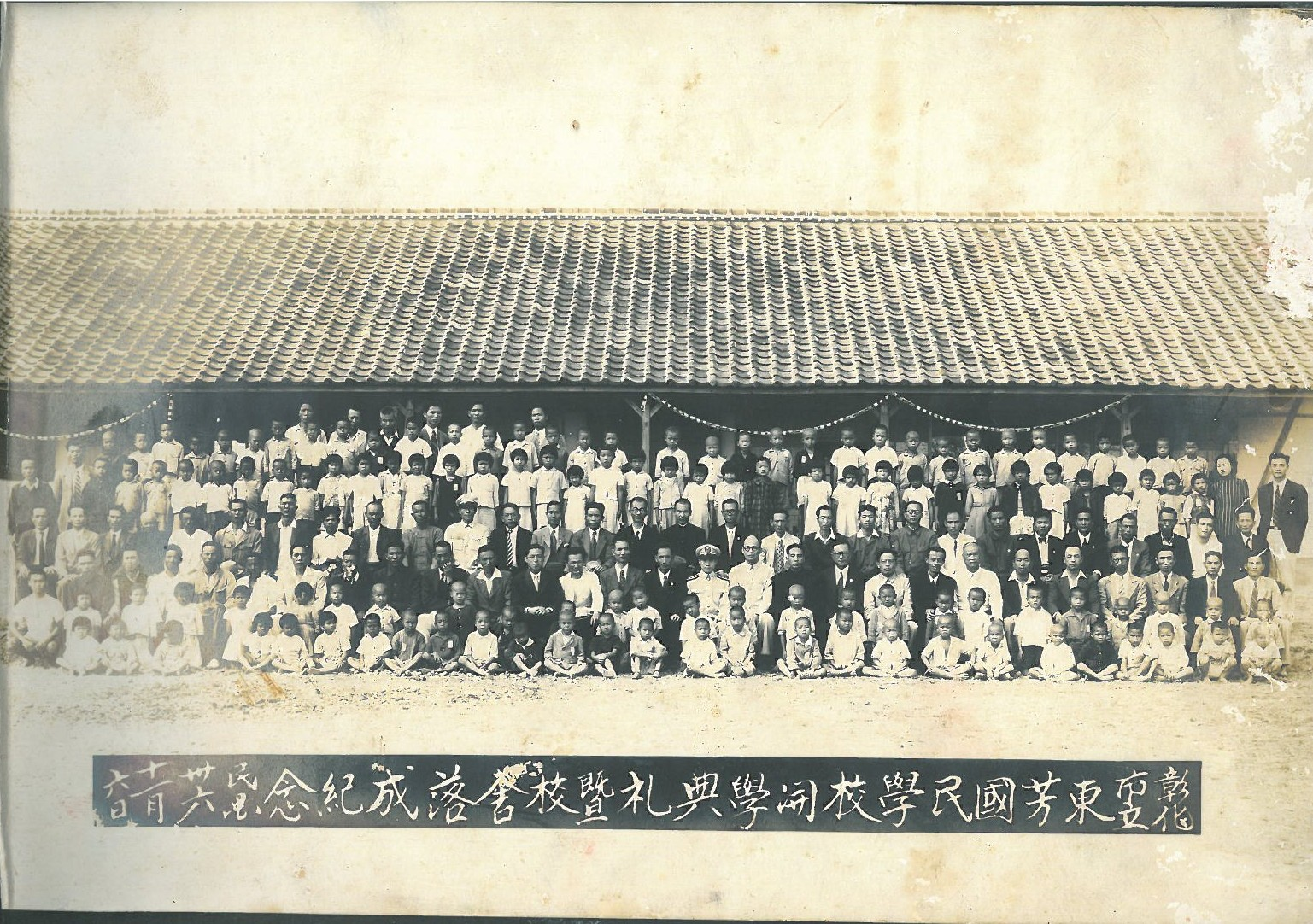
1947年開學暨校舍落成紀念

1947年8月成立「彰化市東芳國民學校」，1947年9月3日彰化市政府委任首任校長到校視事，1947年11月6日舉行校舍落成及開學典禮。後因彰化市改制縣轄市，1950年10月21日改稱「彰化縣彰化市東芳國民學校」。在臺灣九年國民義務教育實施後，1968年8月1日改稱「彰化縣彰化市東芳國民小學」。1980年6月24日設立自立幼稚園，1989年8月改為附設幼稚園，2012年配合幼托整合改稱附設幼兒園，2016年幼兒園增設1班，成為2班，共可招收60名幼兒。
2017年校舍外牆完成整修，並由校內美術老師、畢業校友、建國科大學生無償設計及彩繪校舍牆面、後門圍牆及司令台，以營造校園美感空間。2020年老舊校舍重建教室「芳星樓」完工啟用，新建3間國小普通教室及1間幼兒園教室。
學校原有操場場地凹凸不平，影響學童運動及足球訓練，縣府協助學校向中央爭取經費，獲教育部補助人工草皮足球場經費760萬元，縣府除挹注配合款190萬元，另加碼挹注120萬元協助學校進行周邊設施整修，總經費共計1,070萬元。人工草皮足球場完工後，學校於2024年1月20日舉行啟用典禮暨親子野餐足球王體驗活動。
2002年、2006年兩度榮獲全國環保有功學校優等獎。2004年發表「開創生命的無限可能」方案，榮獲教育部教學卓越銀質獎。2019年（107學年）榮獲國際學校獎ISA中級認證。

### 志工團隊
1995年成立交通導護志工，後又相繼成立綠化美化、補救教學、小團體活動、課後照顧服務、圖書管理、幼兒園家長守護團等志工團隊，2017年時有128位志工為校服務。志工團隊2012年榮獲彰化縣101年度推展教育類志願服務評鑑特優，2017年榮獲彰化縣守護天使表揚，2022年榮獲111年度杏壇芬芳獎（團體組）。

### 改制國民中小學之倡議
該校畢業生升國中的學區在彰安國中，上下學途中需經過彰化交流道等車流量高的路段，交通複雜，車禍事故頻傳。基於安全考量，不少家長只能親自接送，或改讓孩子跨區到秀水國中就讀。有鑑於此，2015年地方人士和縣府教育處等單位會商，研議在東芳國小設立國中部，並改名為「東芳國中小」。但因土地取得不易，需解除高速公路特定區再變更地目，也需籌錢興建校舍，短時間難以達成。為解決交通問題，2016年彰化縣政府先行啟動交通車接送機制，安排免費專車接送該校畢業生至彰安國中就讀。
此外，若改制為國民中小學，會衍生出國中生和國小學齡前小朋友相處的教育問題，校方建議覓地另設國高中，一併解決彰化市西區學子就讀國中、高中的問題。

## 歷任校長
以下資料來自於《新修彰化縣志》與東芳國小官網：
| 姓名   | 任職期間              |
| ------ | --------------------- |
| 李仁恩 | 1947年8月～1950年8月  |
| 黃克紹 | 1950年8月～1969年9月  |
| 施新法 | 1969年9月～1977年5月  |
| 魏應陽 | 1977年5月～1979年2月  |
| 陳秋河 | 1979年9月～1988年12月 |
| 施學哲 | 1989年8月～1995年8月  |
| 利明盛 | 1995年8月～2007年1月  |
| 林鳳蘭 | 2007年2月～2011年1月  |
| 梁坤益 | 2011年2月～2015年1月  |
| 鄭玟玟 | 2015年2月～2022年7月  |
| 陳錦廣 | 2022年8月～現任       |

## 足球隊
該校足球隊於2017年10月成立，創立時由張竣傑教練指導，2018年9月王世閔教練接手指導。2020年3月加入黃寶輝教練，2021年10月再加入呂文豪教練。為了培養學生足球興趣，該校開辦了幼兒園及一至四年級課後足球社團，寒暑假也辦理足球育樂營及足球隊特訓。至2022年7月該校女子足球隊連奪全國賽少年盃3次總冠軍、全國學童盃2次總冠軍，合計5個全國賽冠軍。
| 學年    | 彰化縣縣長盃                                                        | 彰化縣教育盃                                         | 全國學童盃            | 全國少年盃            | 國小足球世界盃                                       |
| ------- | ------------------------------------------------------------------- | ---------------------------------------------------- | --------------------- | --------------------- | ---------------------------------------------------- |
| 107學年 | 四年級女生組冠軍                                                    | 四年級女生組冠軍                                     |                       |                       |                                                      |
| 108學年 | 四年級女生組冠軍 四年級男生組季軍                                   | 四年級女生組冠軍                                     |                       | 2020 四年級女生組冠軍 |                                                      |
| 109學年 | 四年級女生組冠軍 五年級女生組冠軍 五年級男生組亞軍 四年級男生組季軍 | 五年級女生組冠軍 五年級男生組冠軍 四年級男生組第五名 | 2020 女子五年級組冠軍 | 2021 五年級女生組冠軍 | 踢進女生組十六強決賽 因疫情停止全國決賽              |
| 110學年 | 六年級女生組冠軍 五年級女生組冠軍 四年級女生組亞軍 四年級男甲組亞軍 | 五年級女生組冠軍 六年級女生組亞軍 四年級男甲組季軍   | 2021 女子六年級組冠軍 | 2022 六年級女生組冠軍 | 取得女生組代表權 取得男生組代表權 因疫情停止全國決賽 |

## 校園照片

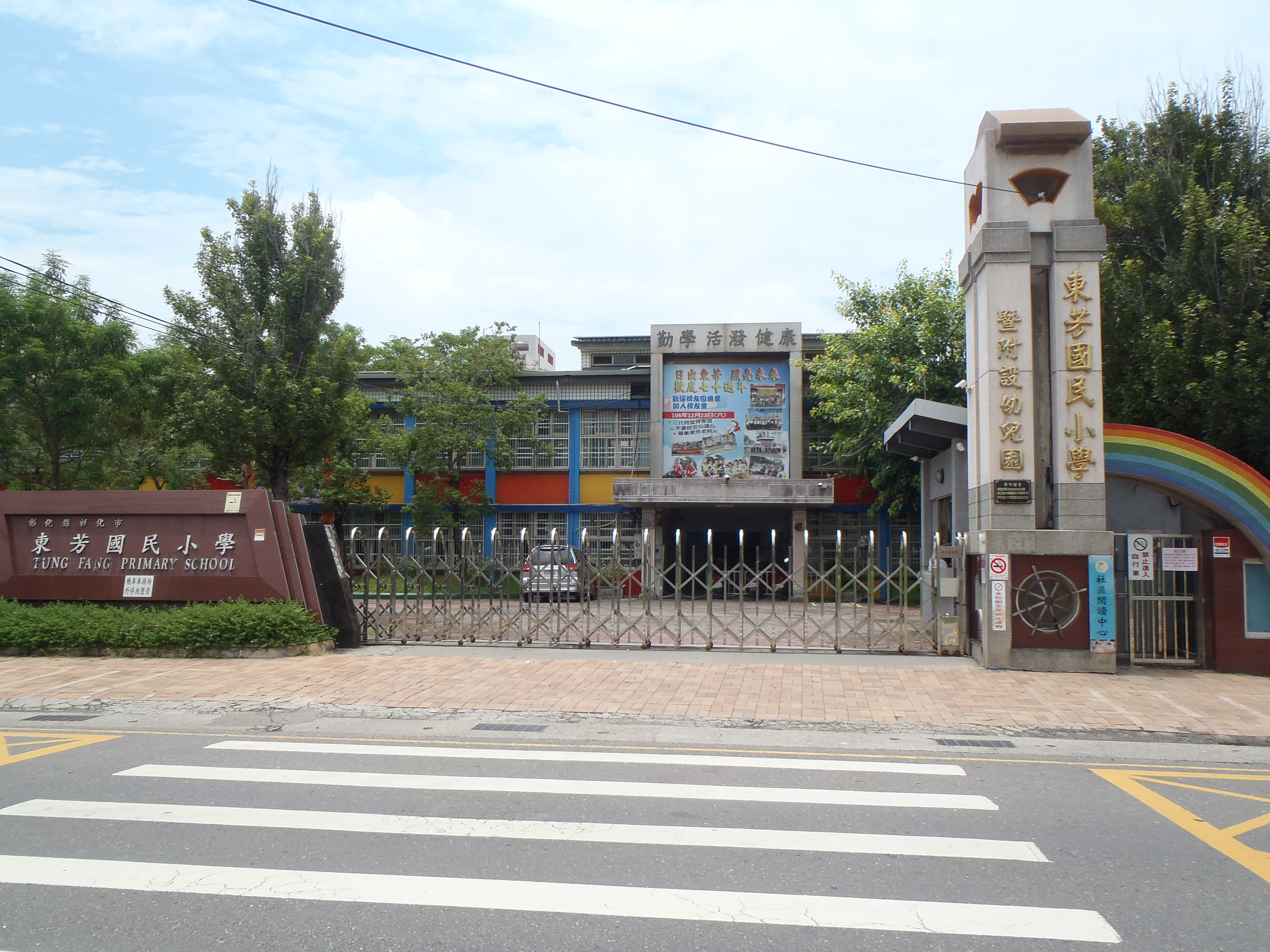
東芳國小校門口
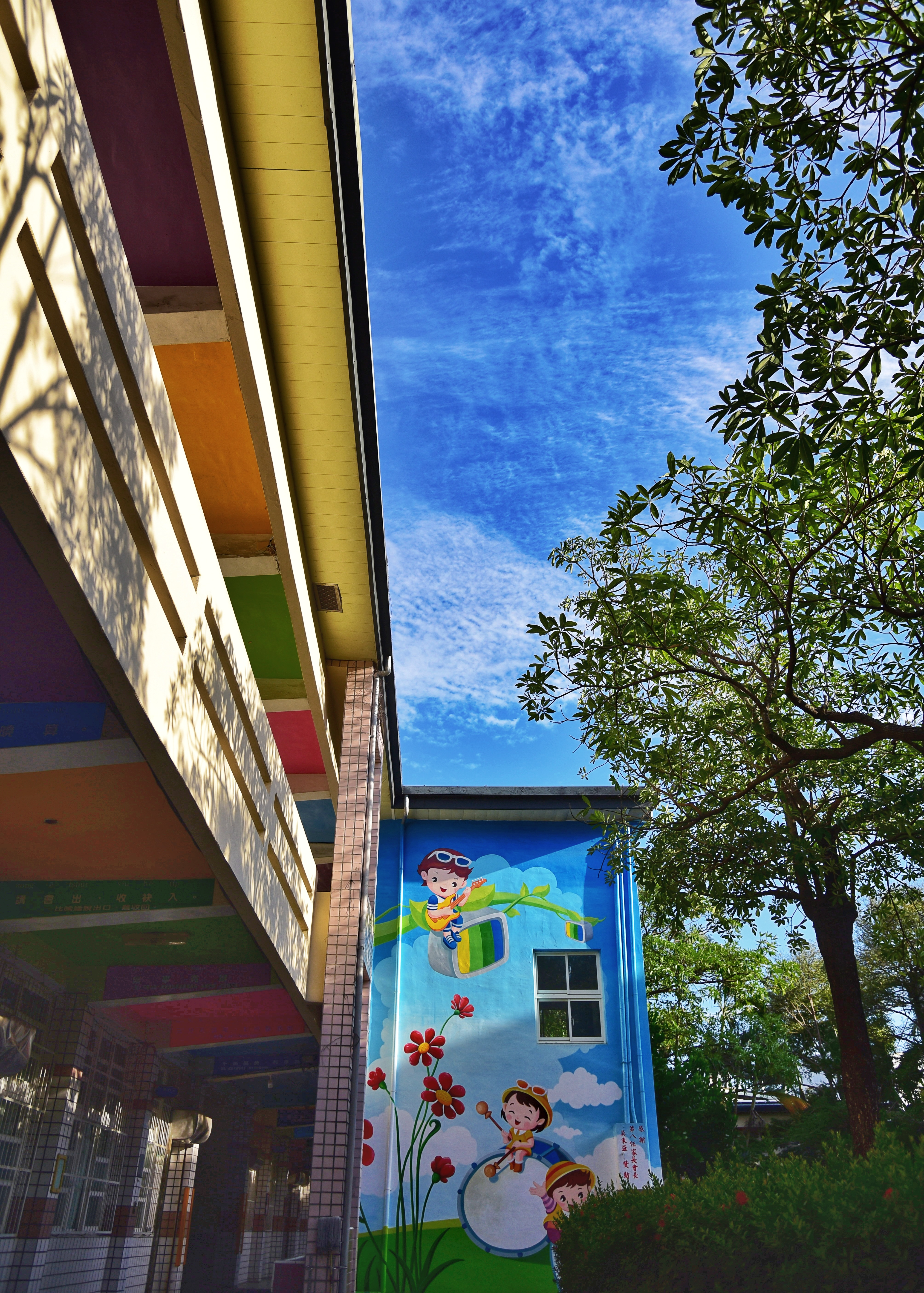
東芳國小樂學樓
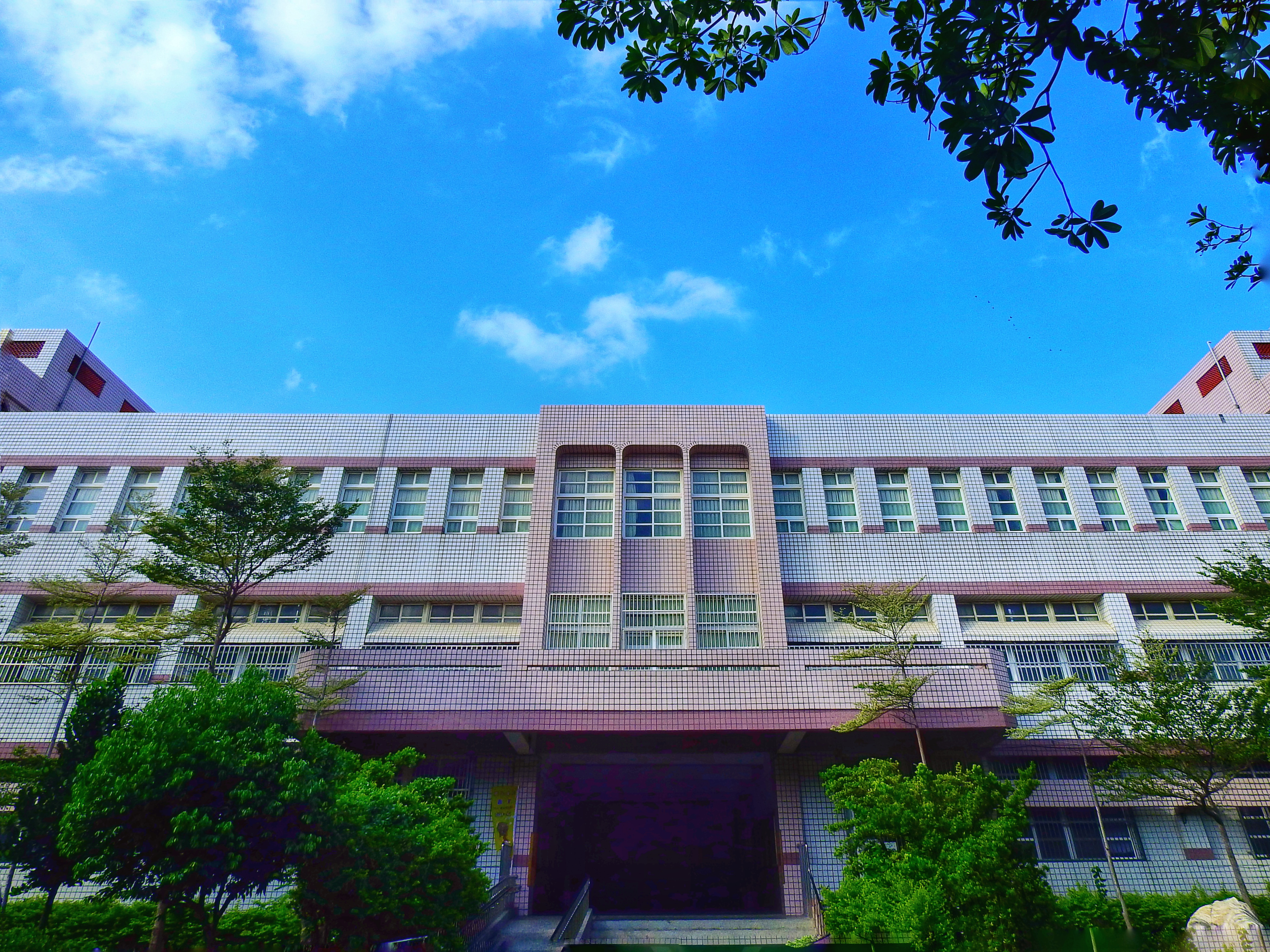
東芳國小行政大樓-東芳樓
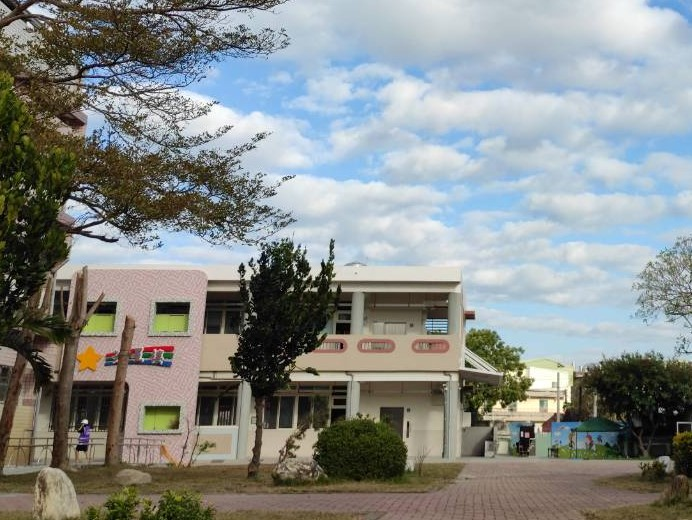
東芳國小芳星樓
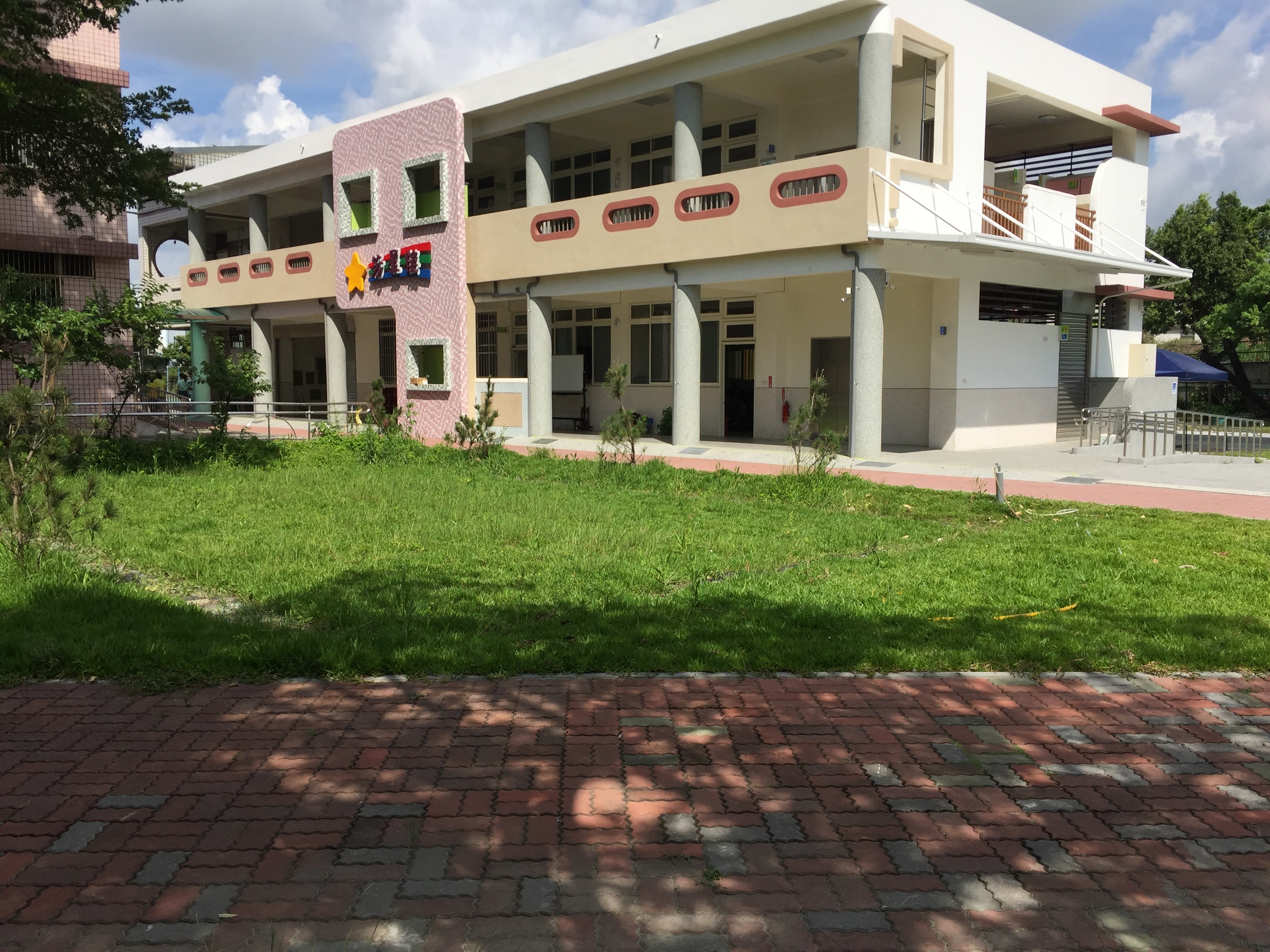
東芳國小芳星樓
東芳國小中庭
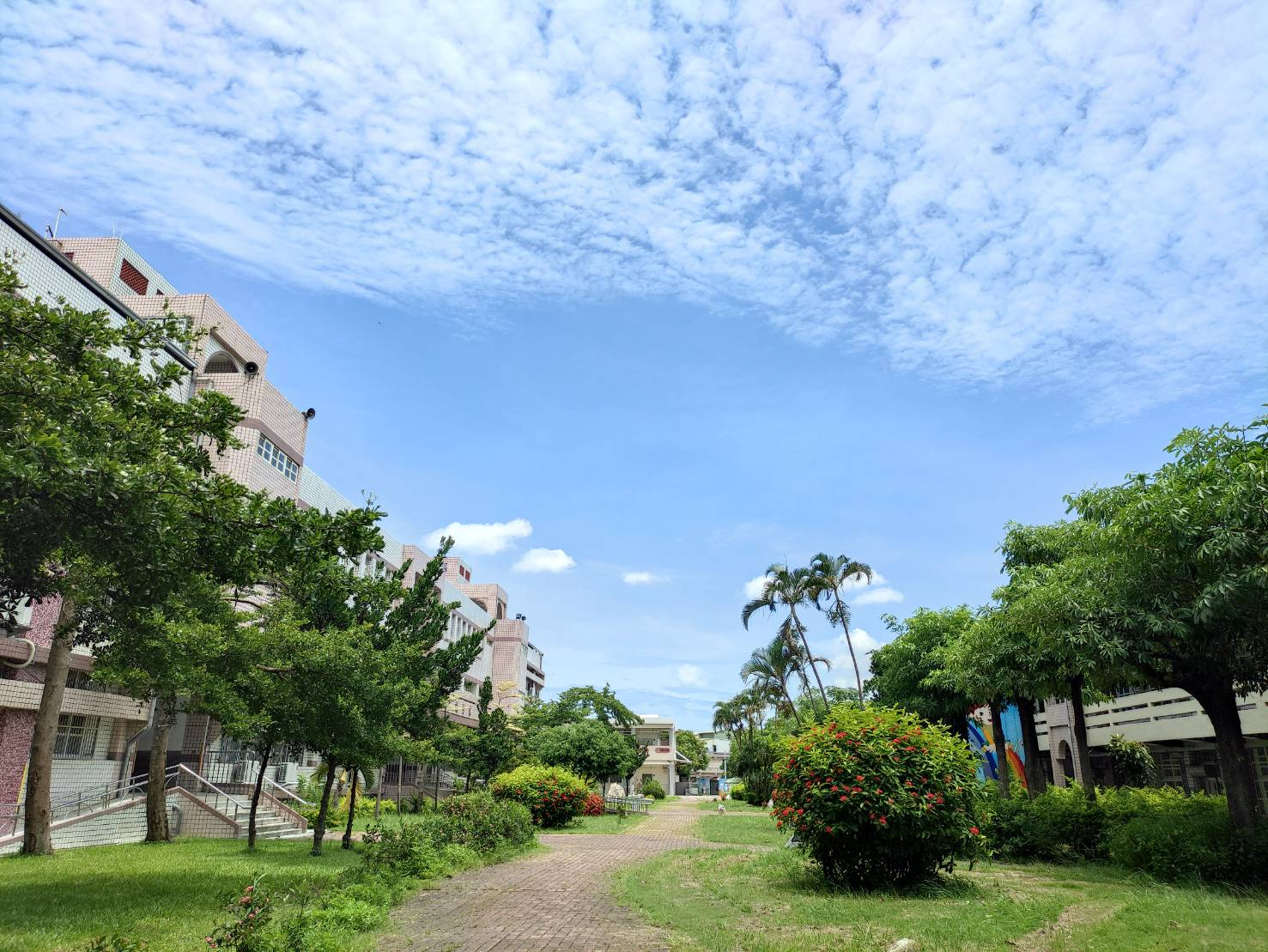
東芳國小中庭
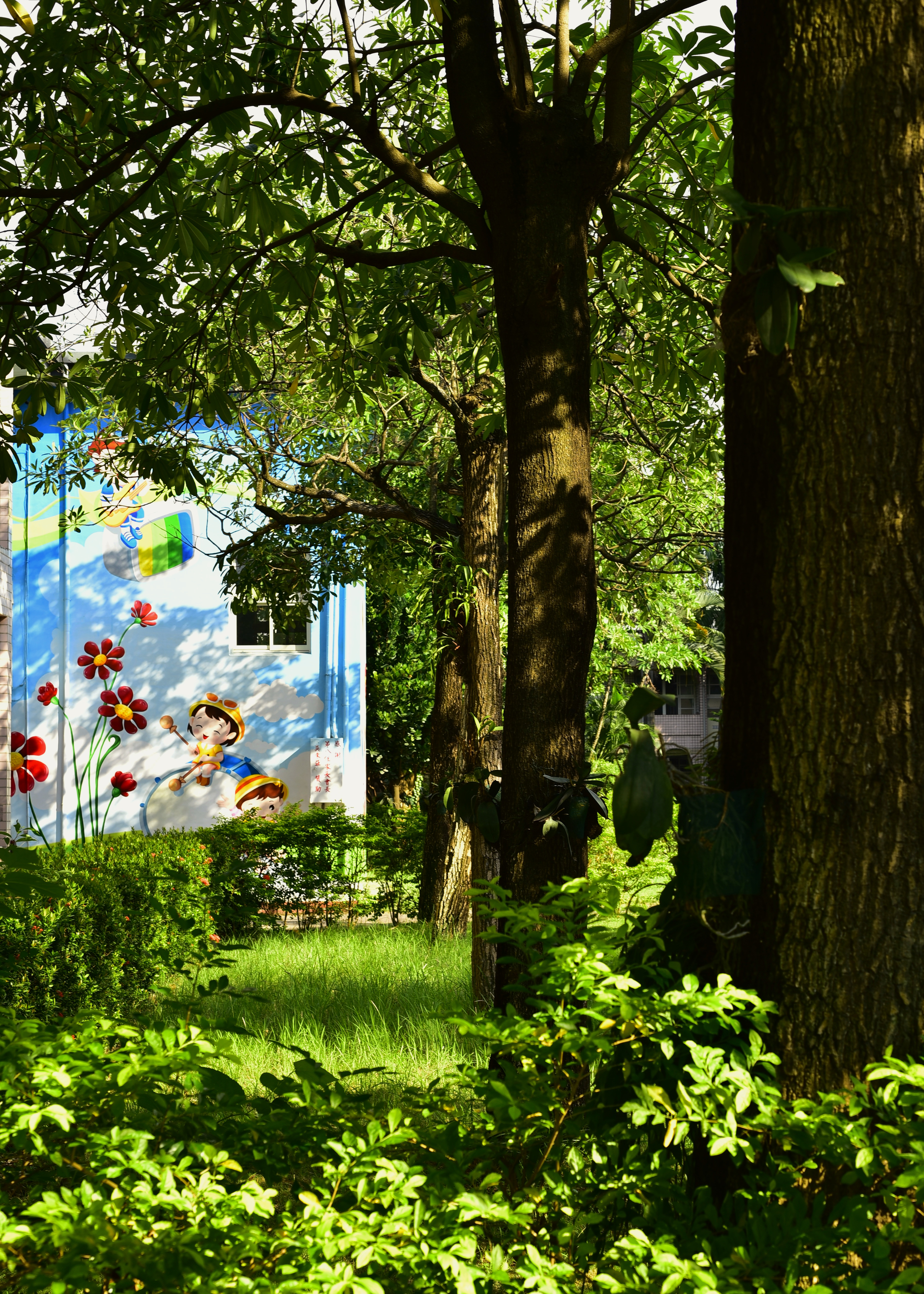
東芳國小中庭一隅
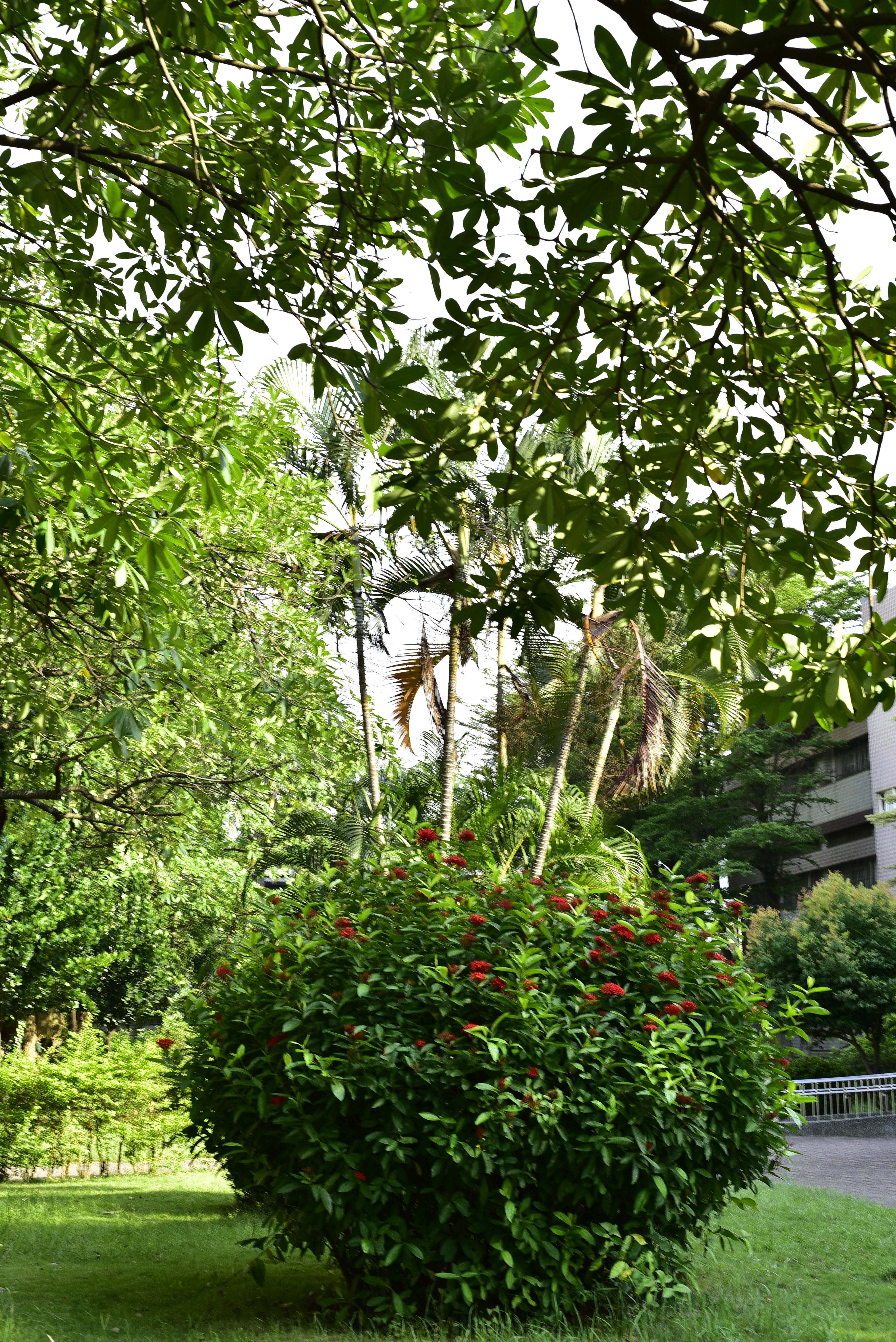
東芳國小中庭一隅
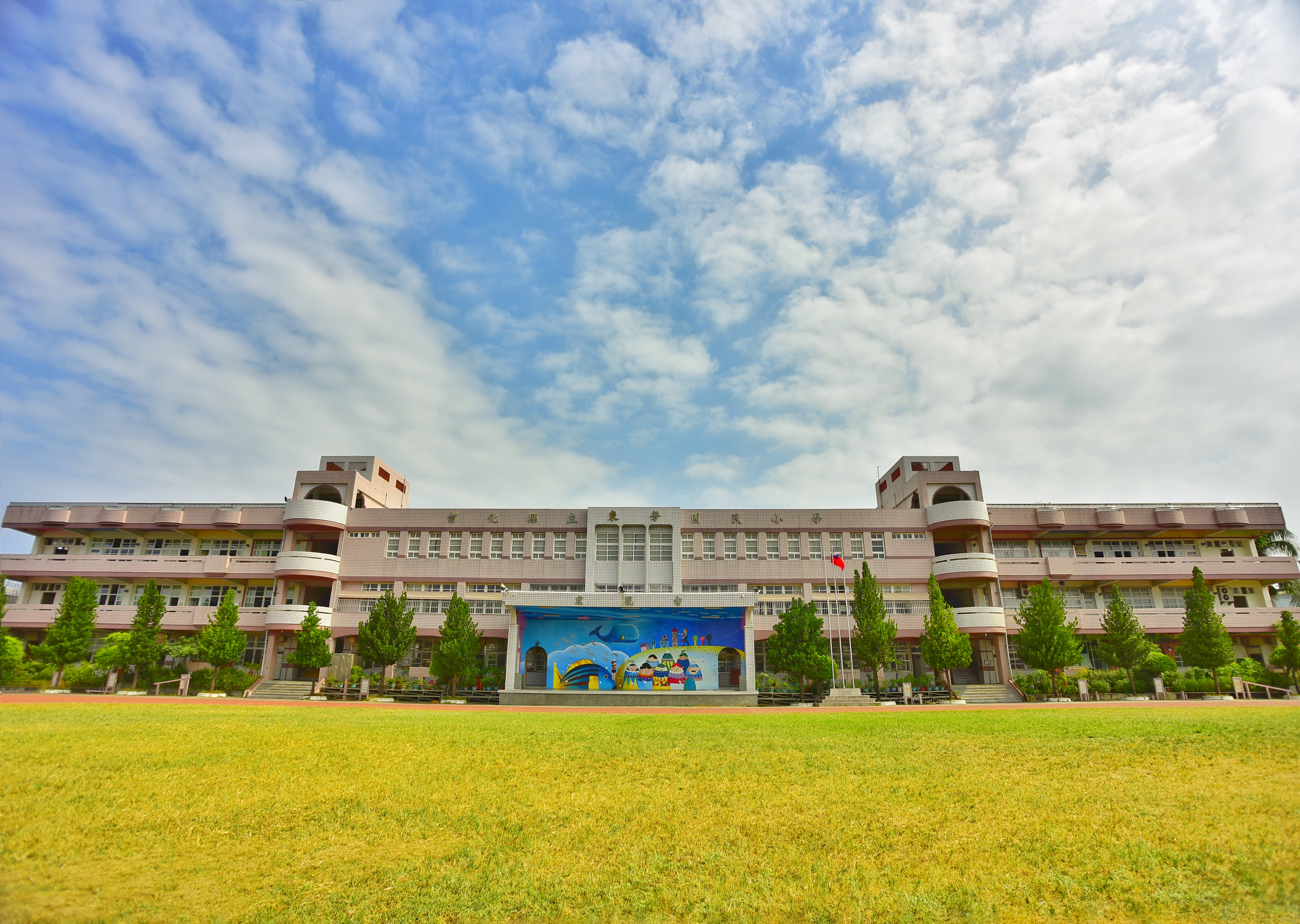
東芳國小操場
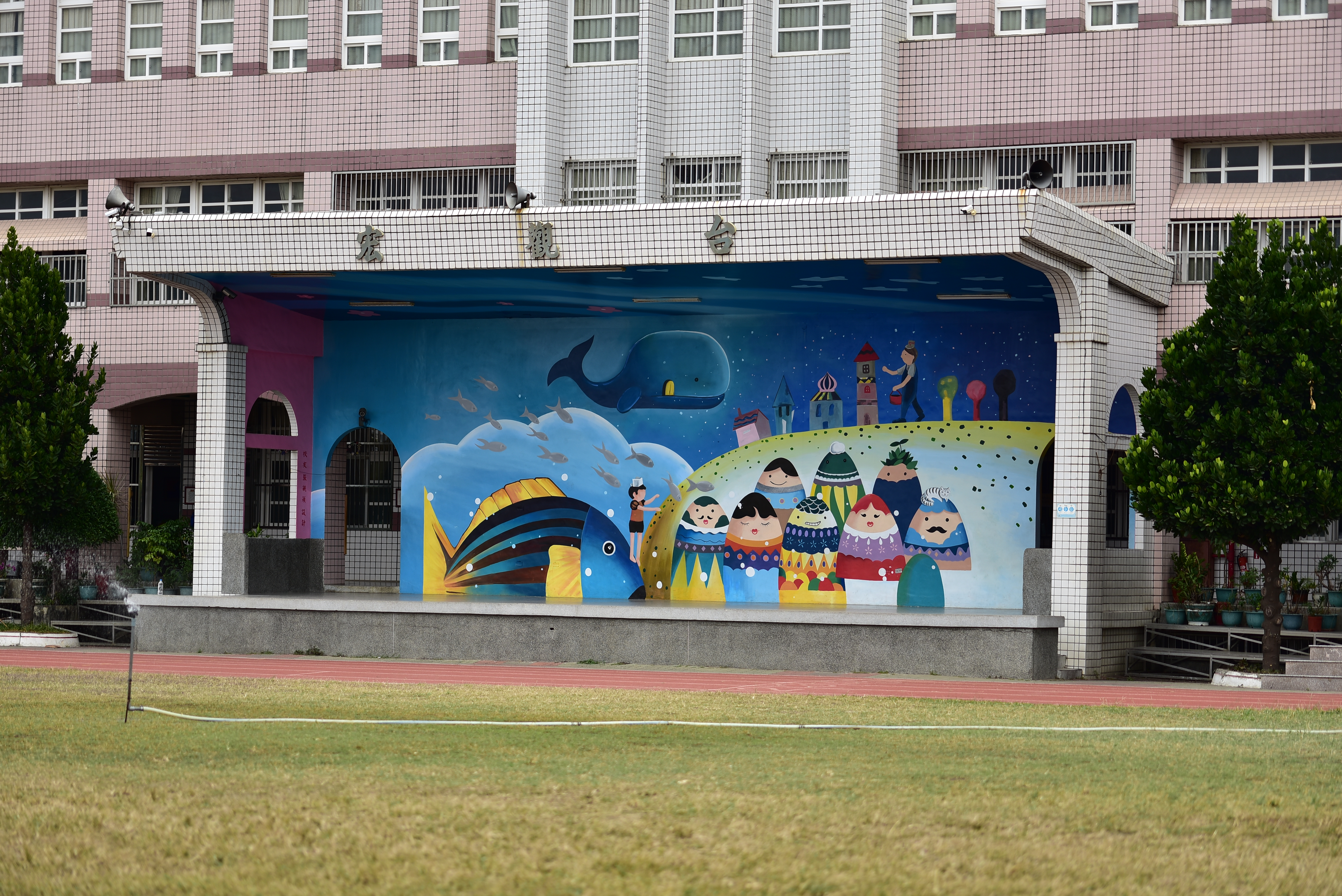
東芳國小司令台-宏觀台
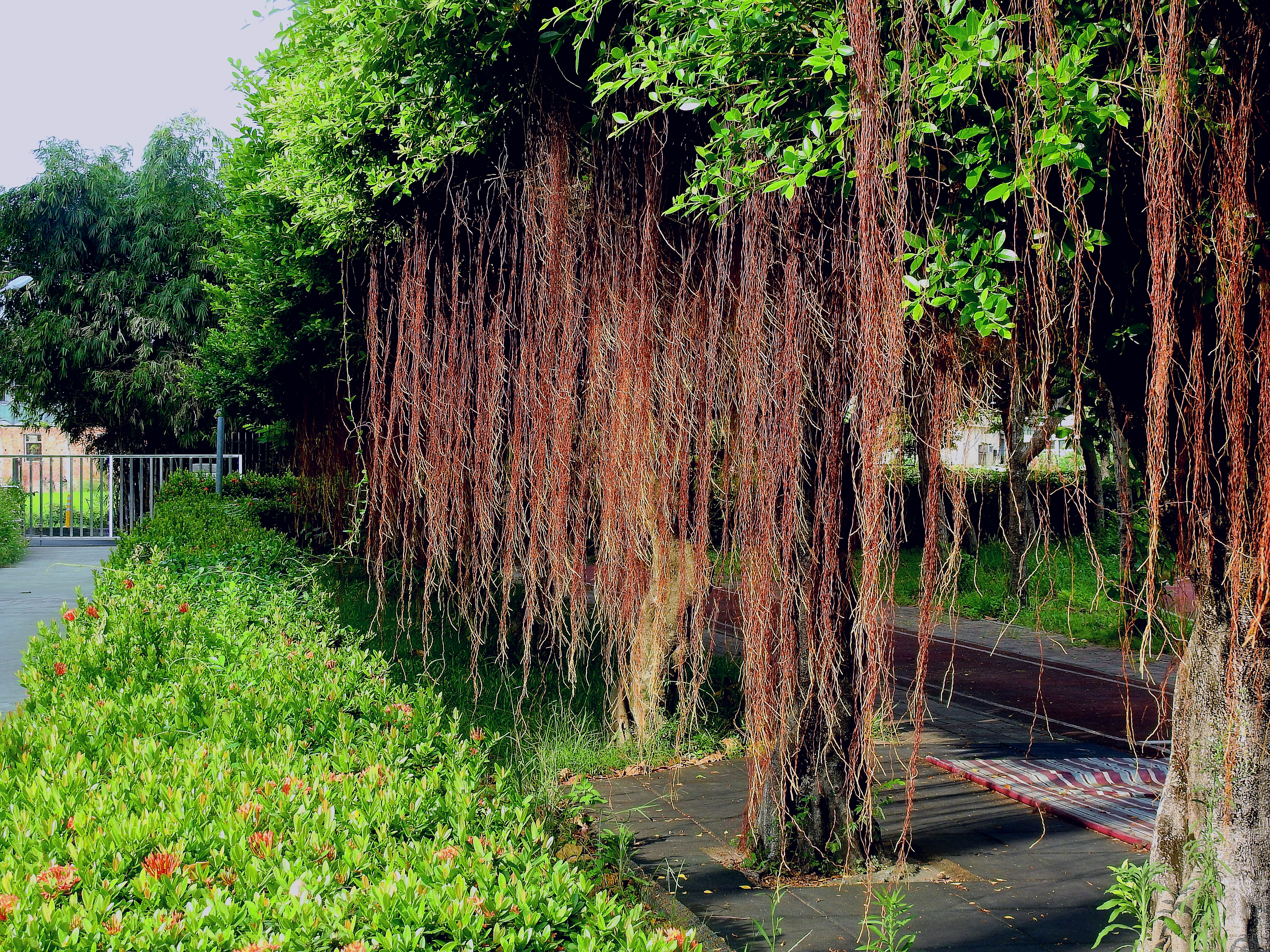
東芳國小後門
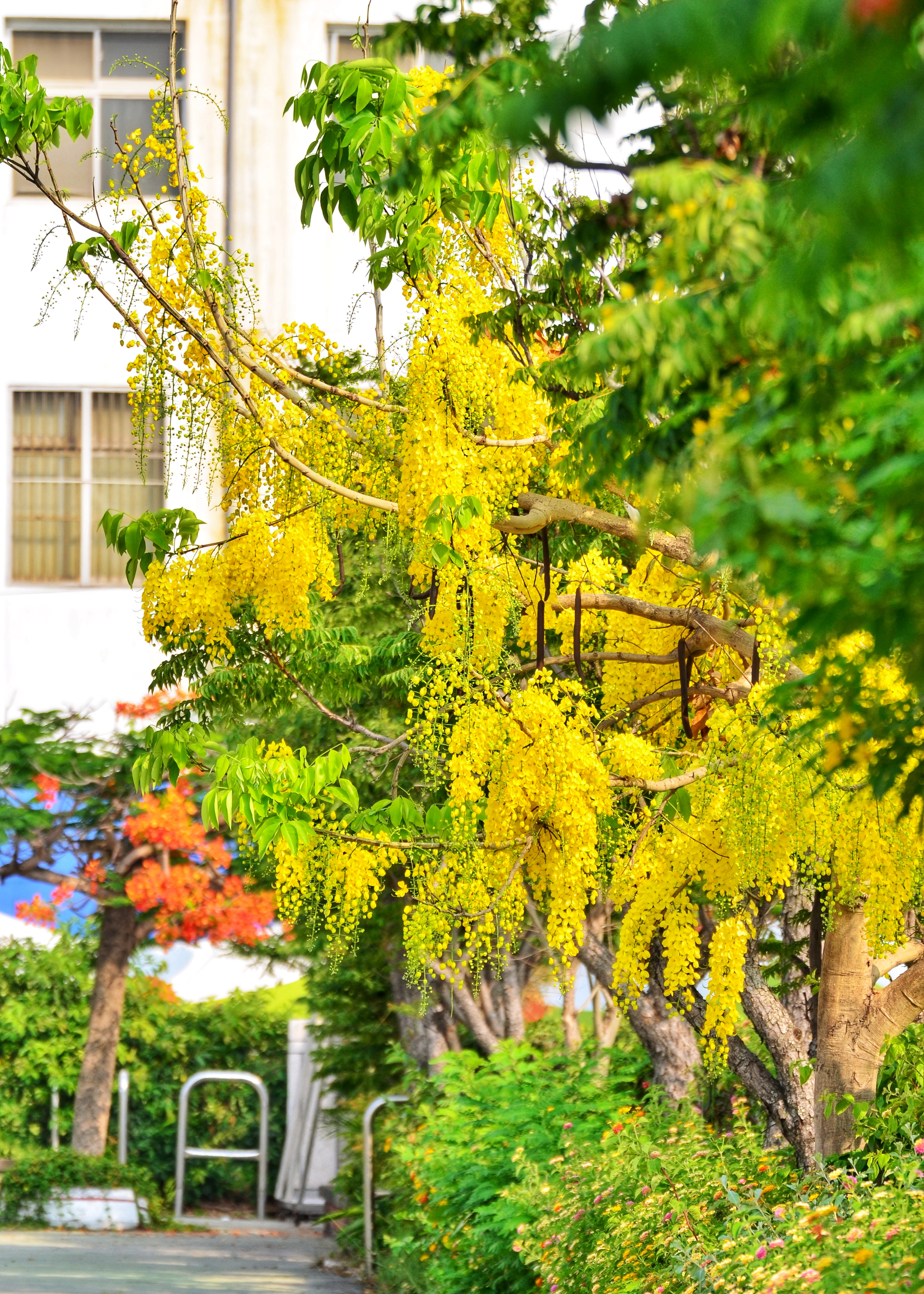
東芳國小後門

## 外部連結
- 彰化學校基本資料平台-東芳國小 （页面存档备份，存于）
- 東芳國小 YouTube 頻道 （页面存档备份，存于）
- 東芳國小足球隊對外競賽影片 （页面存档备份，存于）
- 東芳國小歷屆畢業生名冊 （页面存档备份，存于）